# Trăiască Regele
Trăiască Regele je rumunská královská hymna z let 1884 až 1948. Hudbu složil Eduard Hübsch v roce 1861. Text napsal Vasile Alecsandri v roce 1881.

## Nápěv v originálu
Trăiască Regele
În pace și onor
De țară iubitor
Și-apărător de țară.
Fie Domn glorios
Fie peste noi,
Fie-n veci norocos
În război, război.
O! Doamne Sfinte,
Ceresc părinte,
Susține cu a Ta mână
Coroana Română!
Trăiască Patria
Cât soarele ceresc,
Rai vesel pământesc
Cu mare, falnic nume.
Fie-n veci el ferit
De nevoi,
Fie-n veci locuit
De eroi, eroi.
O! Doamne Sfinte,
Ceresc Părinte,
Întinde a Ta mână
Pe Țara Română!